# Khu vực Vịnh San Francisco

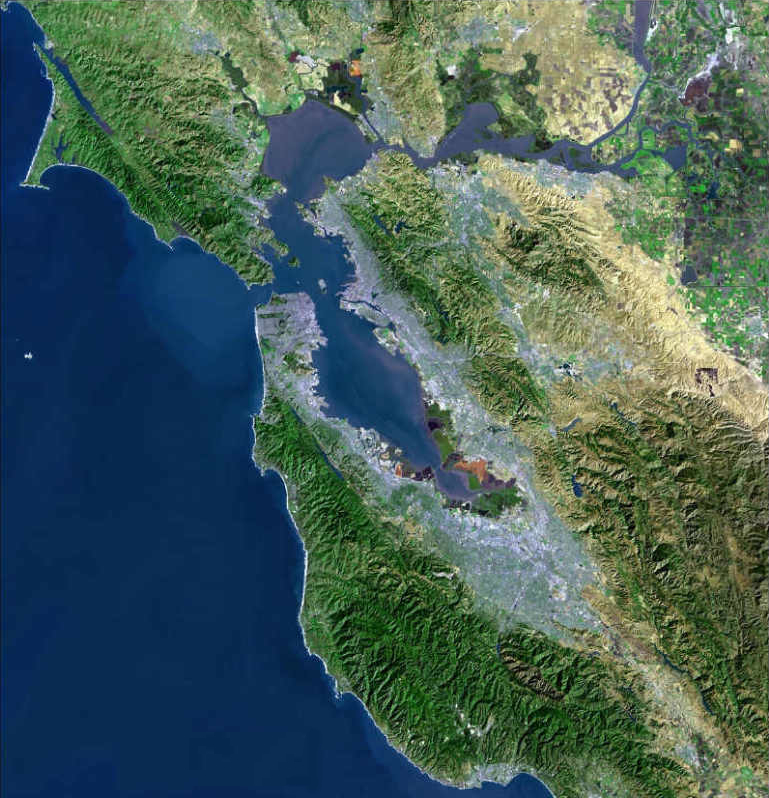
Ảnh vệ tinh của USGS về Khu vực vịnh San Francisco. (Bấm vào ảnh để có các mô tả chính.)

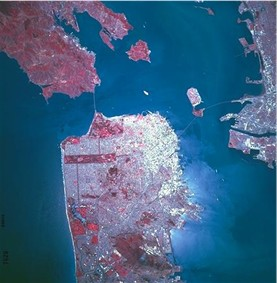
Khu vực vịnh San Francisco được bôi đỏ trong bản đồ bang California

Khu vực vịnh San Francisco (tiếng Anh: San Francisco Bay Area, thông tục là The Bay Area hay The Bay) là một khu vực địa lý nằm xung quanh vịnh San Francisco, tiểu bang California, Hoa Kỳ. Đây là một khu vực ven biển, tập trung các thành phố lớn và quan trọng của tiểu bang California như San Francisco, San Jose, Oakland. Khu vực này cũng bao gồm các vùng đô thị và nông thôn nhỏ hơn North Bay. Nhìn chung, khu vực này bao gồm 9 quận, 101 thành phố và có diện tịch 7000 dặm vuông.. Chín quận nằm trong Khu vực vịnh này là: Alameda, Contra Costa, Marin, Napa, San Francisco, San Mateo, Santa Clara, Solano, và Sonoma.. Tháng 7 năm 2006, khu vực vịnh này có dân số 7,2 triệu người, là vùng đô thị lớn thứ 5 tại Hoa Kỳ, với phần lớn sự tăng trưởng dân số là do nhập cư quốc tế. Khu vực vịnh San Francisco có nhiều thành phố, thị trấn, căn cứ quân sự, sân bay, các vườn quốc gia và có các hệ thống đường cao tốc, đường sắt, cầu, đường hầm.
Trong khi San Jose hiện là thành phố lớn nhất Khu vực Vịnh này (vượt qua San Francisco trong cuộc điều tra dân số năm 1990, trong suốt lịch sử, San Francisco đã là thành phố đông dân nhất tại đây. San Francisco vẫn là trung điểm và là trung tâm văn hóa của khu vực. Khu vực vịnh này có thu nhập bình quân hộ gia đình và thu nhập bình quân đầu người cao nhất trong các vùng đô thị ở Hoa Kỳ và là một trong những khu vực tự do nhất về mặt chính trị ở Hoa Kỳ. Đây là một trong những nơi có chi phí sinh hoạt thuộc nhóm cao nhất Hoa Kỳ (Phòng Thương mại San Francisco, 2007).